# Duplex-stuursysteem

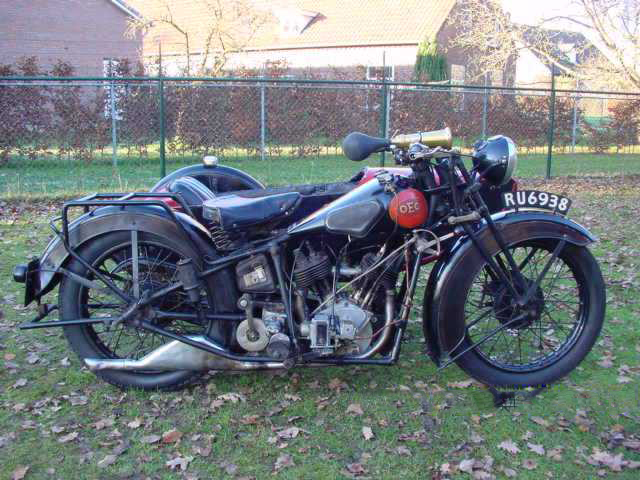
Het duplex-stuurstysteem op de 750 cc OEC-JAP uit 1928

Het duplex-stuursysteem was een ingewikkeld motorfiets-stuursysteem van Fred Wood dat door OEC vanaf 1920 werd toegepast. 
Er werd gebruikgemaakt van een soort “dubbele voorvork”, waarvan de achterste vorkpoten tegen het onderframe waren afgesteund en dus niet konden sturen en veren. Vermoedelijk werd op deze manier een soort “verlengd” balhoofd gecreëerd.